# Стоколос м'який
Стоколос м'який, бромус м'який, стоколоса жмиця, стоколоса мягка (Bromus hordeaceus L.) — вид рослин родини тонконогові (Poaceae). лат. hordeaceus — «що нагадує ячмінь». Синонім Bromus mollis L.

## Опис
Одно- чи дворічники. Стебла до 70 см, зазвичай висхідні. Округлі листки, нерівномірно зубчасті, листові пластинки 16 × 0,8 см, плоскі, запушені. Волоть щільна, від (2) 4 до 15 см. Колоски до 16 мм, від яйцевидих до лінійно-еліптичних. Зернівки від 6 до 7 мм в довжину. Цвітіння і плодоношення з березня по червень.

## Поширення
Північна Африка: Алжир; Марокко; Туніс. Азія: Кіпр; Сирія; Туреччина; Китай; Тайвань; Пакистан. Кавказ: Азербайджан; Грузія; Росія — Передкавказзя, Дагестан, європейська частина [зх.]. Європа: Данія; Фінляндія; Ірландія; Норвегія; Швеція; Об'єднане Королівство; Австрія; Бельгія; Чехія; Німеччина; Угорщина; Нідерланди; Польща; Словаччина; Швейцарія; Білорусь; Естонія; Латвія; Литва; Молдова. Україна [вкл. Крим]; Албанія; Болгарія; Хорватія; Греція [вкл. Крит]; Італія [вкл. Сардинія, Сицилія]; Румунія; Сербія; Словенія; Франція [вкл. Корсика]; Португалія [вкл. Мадейра]; Гібралтар; Іспанія [вкл. Балеарські острови, Канарські острови]. Натуралізований та культивований в деяких інших країнах. Живе на луках.

## Практичне використання
Насіння стоколоса збирали і готували киселі, каші, бовтанки, юшки.

## Галерея

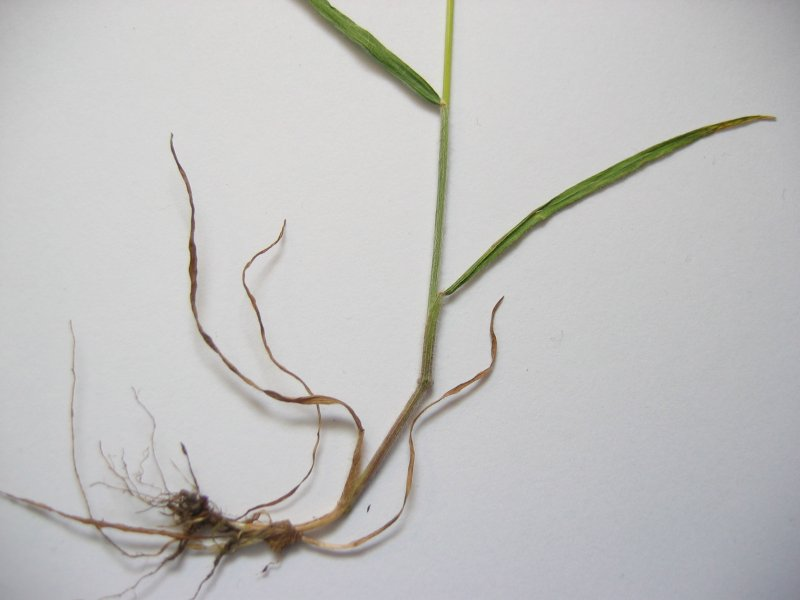
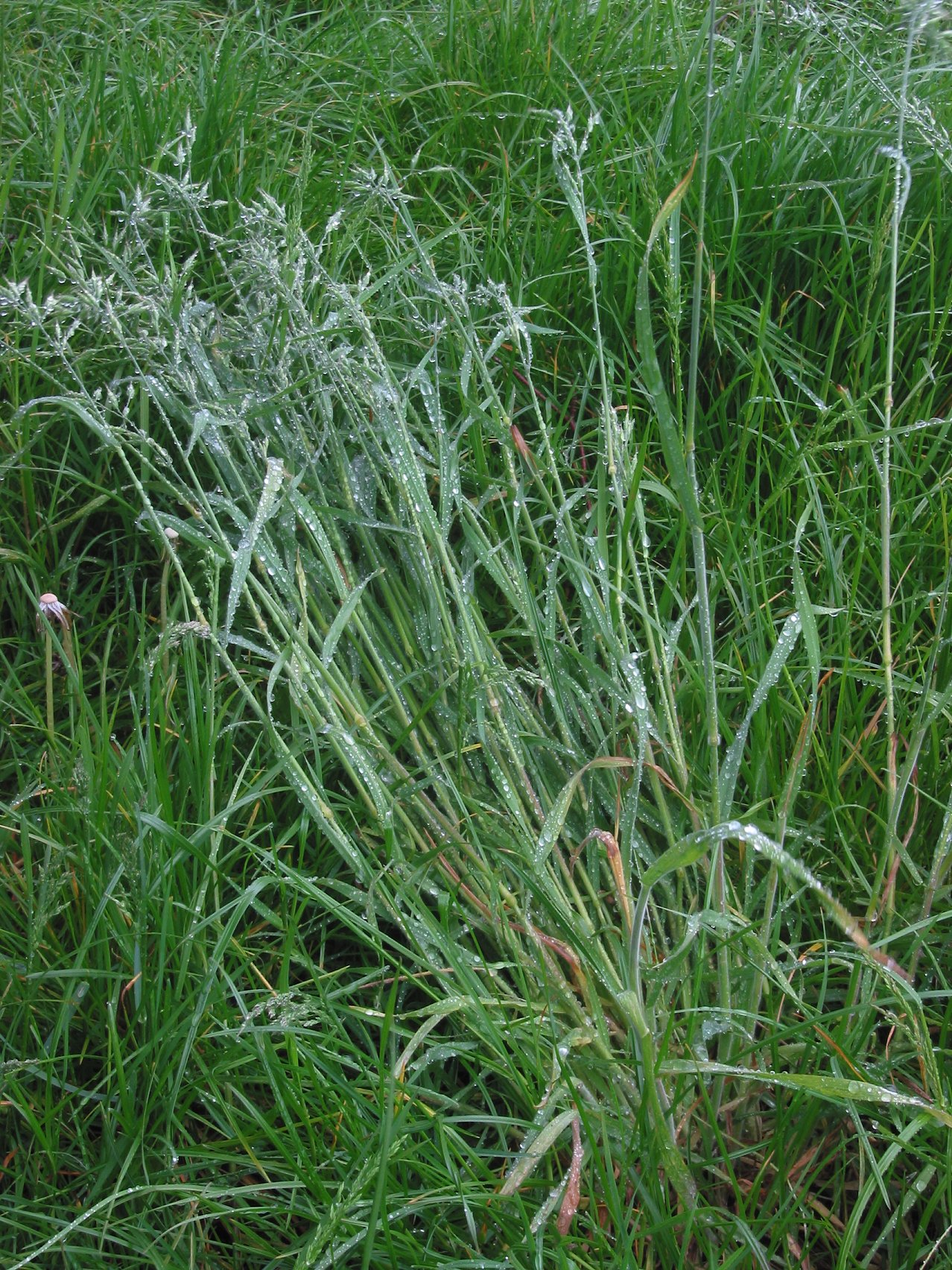
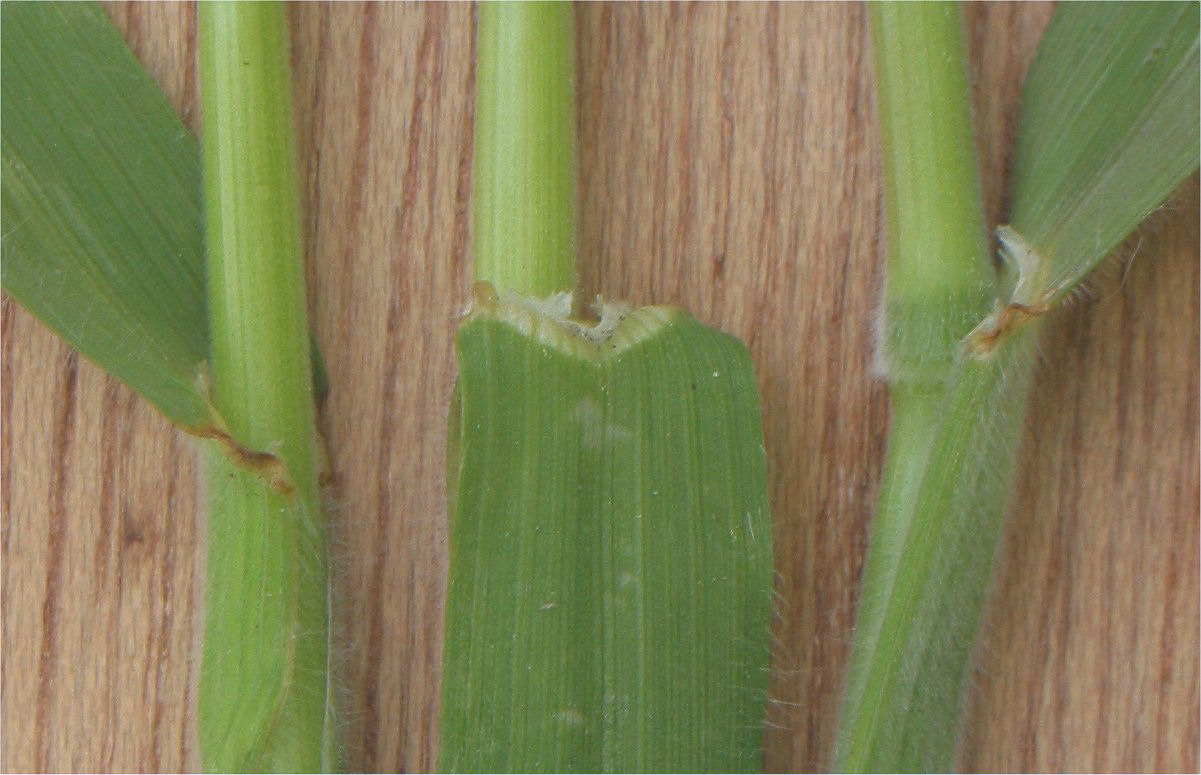
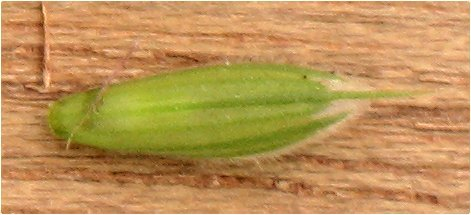